# Irina Blisnova
Irina Blisnova (russisk: Ирина Юрьевна Близнова tr. Irina Jurjevna Blisnova ; født 6. oktober 1986 i Krasnodar) er en russisk håndboldspiller, som gennem mange år spillede for det russiske kvindelandshold.
Hun spiller i Lada Togliatti og er en af nøglespillerne på det meget unge russiske mandskab.
Blisnova har spillet på det russiske U-landshold og på Alandsholdet 2005-2016, hvor hun i 124 kampe scorede 369 mål. Hun har vundet guld ved VM 2005, sølv ved EM 2006, guld ved VM 2007, sølv ved OL 2008 og guld ved OL 2016 i Brasilien, som var hendes sidste turnering på landsholdet.
I slutningen af juli 2009 gik hun på barselsorlov med hendes første barn, men vendte tilbage til klub og landshold efter sin barsel.

## Privat
Irina Blisnova er gift med Aleksandr Smirnov, som er en russisk fodboldspiller.